# معماری روستایی گیلان
معماری روستایی گیلان مجموعه‌ای از ساختمان‌های بومی مسکونی و غیر مسکونی در خطّهٔ گیلان تا پیش از صنعتی شدن است. این ابنیه به علّت نوع ارتباطشان در این اقلیم مورد توجّه قرار دارند. یکی از ویژگی‌های انحصاری این معمار ساختار تماماً چوبی آن است.

## اقلیماستان گیلان
سرزمین گیلان وسعتی حدود ۱۴۰۴۴ کیلومتر مربع دارد که معادل ۹٪ مساحت کل ایران است. بادهای باران‌آور که از شمال و شمال غرب می‌وزند، هر ساله نزولات جوی خود را تماماً در دامنه‌های شمالی رشته کوه البرز فرو می‌ریزند. بدین لحاظ این منطقه پرباران‌ترین منطقه ایران است. رطوبت زیاد و گرمای هوا در تابستان شرایط اقلیمی ویژه‌ای را پدیدآورده است که مشابه آن را شاید بتوان تنها در مناطقی از آمریکای مرکزی، بنگلادش، مالزی یا اندونزی یافت. به دلیل وجود دریای خزر و هم چنین رطوبت بسیار زیاد هوا، نوسان درجه حرارت در طی شبانه روز بسیار اندک است و از چند سانتیگراد تجاوز نمی‌کند. خصوصاً در مواقعی که آسمان ابری است. جهت آسایش انسان ویژگی‌هایی که این اقلیم مرطوب و پرباران ایجاب می‌کند این است که در فصول گرم کلیه فضاها از جریان باد و داخل ساختمان‌ها از کوران دو طرفه استفاده صورت گیرد. در طی این فصول وجود جریان هوا و ایجاد سایه بهترین شرایط را برای آسایش انسان فراهم می‌نماید. در فصول سرد باید جلوی باد سرد و هم چنین باد توأم با باران را سد نمود. مطلب دیگر اینکه در کلیه فصول، ساختمان را باید در مقابل بارش بارانهای سیل آسا و رطوبت‌های حاصل از آن محافظت نمود.

## ارتباط اقلیم و معماری
بناهای روستایی گیلان با توجه به شرایط اقلیمی و برای پاسخگویی به مطلوب‌ترین شرایط انسانی طرح‌ریزی شده‌اند. پلان مستطیل شکل بنا با کشیدگی شمالی-جنوبی با بدنهٔ گسترده و باز به سمت شرق امکان بهره‌گیری از جریان‌های باد مطلوب تابستانی شرقی و شمال شرقی را فراهم می‌آورد. چرا که مهم‌ترین اصل برای رسیدن به شرایط آسایش در این منطقه تهویه و کوران مطلوب است. بدنهٔ شفاف لایهٔ اول بنا که ردیفی از ستونها و ایوان سرتاسری است که در طبقات تکرار شده، به علاوه بلند بودن کرسی ساختمان‌ها، گردش هوا را در بنا به حداکثر رسانده‌است.
جناحین شرق، جنوب و شمال خانه برای بهره‌گیری از جریان‌های هوا و گردش آن‌ها درفضا کاملاً باز است، ولی جناح غربی برای جلوگیری از نفوذ بادهای غالب زمستانی با امتداد یافتن سقف شیب دار تا سطح زمین کاملاً بسته شده‌است. بدنه‌های بازمانند ایوان و تلار (ایوان طبقه دوم) در فصول تابستان محل زندگی خانواده است و فعالیت‌هایی مانند آشپزی، خورد و خوراک و خواب و نشیمن در آن انجام می‌گیرد. در زمستان این فعالیت‌ها به فضاهای بسته با کمترین بازشو (اتاقها) منتقل می‌شود. ضخامت دیوار و جنس آن‌ها که از خاک و چوب یا چینه است، به حفظ گرمای داخل فضاها کمک می‌کنند. هم سازی مصالح ساخت با شرایط اقلیمی و انتخاب صحیح مصالح بوم آورد در مناطق مختلف آب و هوایی مانند جلگه، کوهپایه، کوهستان، شرایط آسایش گرمایی و سرمایی را فراهم می‌آورد. استفاده از چوب و خاک در مناطق جلگه ای، سنگ و چوب و خاک در مناطق کوهپایه‌ای و سنگ در مناطق کوهستانی، علاوه بر آنکه هزینه‌های ساخت را کاهش می‌دهد شرایط مطلوب آسایش را ایجاد می‌کند. سقف‌های شیب دار گیاهی از جنس لی (گیاه مردابی) و کلوش (ساقهٔ برنج) در تابستان هوای زیر سقف شیب دار و خانه‌ها را تا چندین درجه خنک تر از محیط پیرامون می‌کند. این تغییرات محدود به جنس مصالح نمی‌شود و فرم بنا را نیز به شدت تحت تأثیر قرار می‌دهد. به گونه‌ای که برخی تغییرات در فرم معماری هر حوزهٔ جغرافیایی تفاوت‌های معناداری با دیگر حوزه‌ها دارد که این تغییرات مستقیماً با اقلیم مرتبط هستند.

## خصوصیات کلی فرم ابنیهٔ سنتی گیلان
به دلیل بارندگی بسیار زیاد و رطوبت بیش از حد، فرم بنا در منطقه عمدتاً جهت مقابله با این دو عامل شکل گرفته‌است. در این منطقه، شیب بام‌ها غالباً بسیار زیاد است و در بعضی موارد تا حدود ۱۰۰ الی ۱۵۰ درصد می‌رسد. جهت محافظت دیوار ساختمان که عمدتاً با مصالح بنایی مانند گل و خشت و در بعضی موارد آجر است، اغلب یک غلام گرد مانند ایوانی در سرتاسر محیط ساختمان قرار می‌گیرد و بام را تا جلوی غلام گرد ادامه می‌دهند. به این ترتیب بام مانند چتری گسترده روی کل ساختمان و ایوان است. هم چنین از سمتی که باد غالب می‌وزد و باران از آن ناحیه به بدنهٔ ساختمان برخورد می‌کند، بام را تا ارتفاع پایین‌تری ادامه می‌دهند. به این صورت با ایجاد غلام گرد و پوشش بالای آن هم دیوارها محافظت می‌شوند هم یک فضای مناسب که در سایه قرار دارد و هوا در اطراف آن می‌تواند جریان یابد، برای ساکنان یه وجود می‌آید. به دلیل رطوبت بسیار زیاد منطقه، ساختمان‌ها فاقد هرگونه زیرزمین هستند؛ اگر ساختمان زیرزمین داشته باشد، هوای مرطوب که سنگین تر از هوای خشک است به داخل زیرزمین نفوذ کرده و در آنجا راکد باقی می‌ماند. به این ترتیب فضای زیرزمین محیط مطلوبی جهت زیست نخواهد بود و در صورت انبارکردن هرگونه وسیله یا آذوقه در این محل، آن‌ها به سرعت پوسیده یا فاسد می‌شوند همچنین به علت اینکه عمق آبهای زیرزمینی در منطقه بسیارکم است، لذا دیوار این‌گونه زیرزمینها همیشه مرطوب خواهد بود و عایق بندی آن مشکل است. در نتیجه کف طبقهٔ همکف ساختمان حتی‌المقدور بالاتر از سطح زمین اجرا می‌شود تا از نم و رطوبت زمین فاصله داشته باشد و بتوان از جریان بادی بهره‌مند شد که در ارتفاع بالاتر از سرعت بیشتری برخورد ار است؛ این روش کرسی چینی نام دارد؛ به‌طور کلی هر چه از سمت کوهپایه به سمت دریا نزدیک تر شویم، رطوبت هوا بیشتر و عمق آبهای زیرزمینی کمتر می‌شود و به همین دلیل کف طبقه همکف بناهای مجاور دریا، تا حداکثر دو متر از کف طبیعی زمین فاصله دارد وهر چه به سمت کوهپایه نزدیک شویم، از ارتفاع آن کاسته می‌شود. همانگونه که عنوان شد، در مناطق مرطوب، از بهترین روش‌های اقلیمی جهت تنظیم شرایط محیطی، استفاده از جریان باد و تهویهٔ هوا است.

## ساختار فضایی و سلسله مراتب
چند عملکردی بودن فضاها، جابه جایی عملکردها در فصول مختلف سال و عدم تفکیک فضاها بر اساس جنسیت استفاده‌کنندگان، به فضاهای معماری گیلانی تنوع و سیالیتی خاص بخشیده‌است. محورهای اصلی در خانه‌های روستایی گیلان که سلسله مراتب فضایی را معین می‌کنند از پایین به بالا، از بیرون به درون و از جلو به پشت بناست. محور جلو به پشت برای تفکیک فضاهای تمیز و کثیف به کار می‌رود. این تقسیم‌بندی هم در سایت و هم در بنا رعایت می‌شود.
حیاط هر خانه سلسله مراتبی دارد که بر اساس شغل صاحبخانه فرق می‌کند. سلسله مراتب در خانه‌های این منطقه تابع دو الکوی کلی خانه کشاورز و دامدار است. به‌طور کلی سلسه مراتب و تقسیم‌بندی حیاط بر اساس فعالیت‌ها صورت می‌گیرد. در قسمت جلو حیاط اصلی تلمبار، باغچه، کندوج، و در قسمت کناری که محوطه زن محسوب می‌شود، تنور قرار دارد در طرف دیگر محوطه‌ای برای ماکیان، و در پشت خانه یا در گوشه‌های حیاط فضاهای سرویس بهداشتی و انبار قرار دارد. جایگاه این فعالیت‌ها در زمستان و تابستان فرق می‌کند. به‌طوری‌که در زمستان تمام فعالیت‌ها یک گام به عقب می‌آیند؛ مثلاً تنور خانه به داخل خانه کشیده می‌شود یا جایگاه مرغ و خروس زیر ساختمان و در فضای خالی پی قرار می‌گیرد. اجزای کلی محوطه در الکوی خانه کشاورز، شامل مسیر، پرچین، پوشش گیاهی، تلمبار، مکان مرغ و خروس، تنور و قسمت‌های ناپاک است.

## الگوی کلی
در معماری بومی روستاهای گیلان که در کرانه‌های دریا ی خزر و دامنه‌های شمالی کوه‌های واقع شده‌اند، در راستای ارتقای معماری پایدار و بومی دستورالعملهای زیر رعایت شده‌است:
- طراحی پلان باز و گسترده با فرم کالبدی هندسی و طویل و باریک
- طراحی شکل کلی ساختمان به صورت برون‌گرا
- عدم وجود زیرزمین و ایجاد گربه روها
- استفاده از کوران هوا و تهویه طبیعی
- طراحی بام ساختمان به صورت شیبدار با شیب نسبتاً تند به دلیل بارندگی زیاد در این مناطق
- طراحی ایوان یا غلام گرد در اطراف ساختمان و ایوانک‌های عریض و سر پوشیده در اطراف اتاق‌ها و ایجاد فضاهای کار و استراحت
- کف طبقهٔ هم کف بالاتر از سطح زمین و ساخته شدن بناها بر روی ارتفاع مانند پایه‌های چوبی برای حفاظت ساختمان در برابر رطوبت
- بهره‌گیری از مصالح با حداقل ظرفیت حرارتی و در صورت استفاده از مصالح ساختمانی سنگین، تعیین ضخامت آن‌ها در حداقل میزان ممکن
- استفاده از مصالح ساختمانی سبک با توجه به عدم اهمیت ذخیره حرارتی مصالح به علت نوسان کم روزانه هوا و امکان تهویه و کوران مناسب
- قرارگیری ساختمان با توجه به جهت وزش نسیم‌های دریا به منظور حداکثر استفاده از وزش باد در ایجاد تهویه طبیعی در داخل اتاق‌ها
- سازماندهی ساختمان‌ها به صورت غیر متمرکز و پراکنده در مجموعه به منظور استفاده هر چه بیشتر از جریان هوا

خود استان گیلان دارای ۱۶ اقلیم متفاوت است که اینها باعث تنوع زیاد در ساختماهای مناطق مختلف این اقلیم شده‌است. علاوه بر اینها در برخی از نواحی استان وجود گسل نیز منجر به زمین لرزه‌های شدید شده و تمهیداتی برای مقابله با زلزله در ساخت دیوارها و پی‌ها نیز در نظر گرفته شده‌است. در ادامه به نکاتی در چند اقلیم اشاره شده‌است.

### جلگه شرقی
ویژگی معماری این خانه‌ها اسکلت کاملاً چوبی بنا، پی شیکیلی و سقف چهار کله «گالی پوش» آن است. سقف شیبدار سازه ارتفاع بلندی دارد که گاه تا ۱۰ متر می‌سرد و شیب تند آن مانع نفوذ باران به بدنه داخلی بنا می‌شود. پی شیکیلی نوعی پی با سازه چوبی است که در آن بلندی کرسی بین ۱ تا ۲ متر متغیر است. در ساختمان این نوع پی هیچ نوع اتصالی بین اجزای تشکیل دهنده وجود دارد و تنا نیروی فشاری ناشی از بار ساختمان و شکل هرم ناقص پی‌ها باعث ایستایی ساختمان می‌شود. هم چنین به هنگام زلزله امکان حرکت اندک اجزا ساختمان، باعث پایداری کل بنا شده و اتصالات صلب و خشک در سازه این نوع پی وجود ندارد. شایان ذکر است که علت تخریب بسیاری از بناهای امروزی اتصالات صلب در نقاط حساس تحمل بار است. کرسی بلند بودن این خانه‌ها به منظور جدا کردن فضای مسکونی از زمین مرطوب پاکیزه نگه داشتن آن و جلوگیری از ورود حیوانات خانگی است؛ و چوب‌های سخت و بادوام و از یک جنس، که در برابر پوسیدگی مقاوم اند برای ساختن پی و زیرسازی خانه‌های به کار می‌برند.
علاوه بر وجود ایوانهایی در چهار طرف ساختمان، بنا از سطح زمین نیز ارتفاع می‌یابد و بدین وسیله تهویه لایه زیرین ساختمان نیز تأمین می‌شود. هم چنین ایوان و تالار (ایوان طبقه دوم که بیشتر در معرض باد است و کوران بهتری دارد) نیز حرکت راحت هوا در طبقات مسکونی امکان‌پذیر می‌کند؛ بنابراین تهویه توسط جریان باد، نه تنها در جداره‌های محیطی ساختمان تأمین می‌شود، بلکه در لایه‌های سطوح مختلف آن نیز تهویه هوا با جریان باد صورت می‌گیرد.
به دلیل تداوم بارش در اوقات زیادی از سال، هدایت باران از سطح رویی بنا باید به سهولت انجام پذیرد؛ زیرا نفوذ رطوبت و باران به مصالح ساختمانی موجب وارد شدن آسیب جدی به بنا و تخریب سریع آن می‌شود؛ بنابراین سقف‌های چهار شیبه یا کله قندی پاسخی درست و کارآمد به دفع راحت نزولات جوی است زیرا کج باران‌ها از هر طرف که به سقف برخورد کنند به راحتی به سطوح پایین منتل می‌شوند.

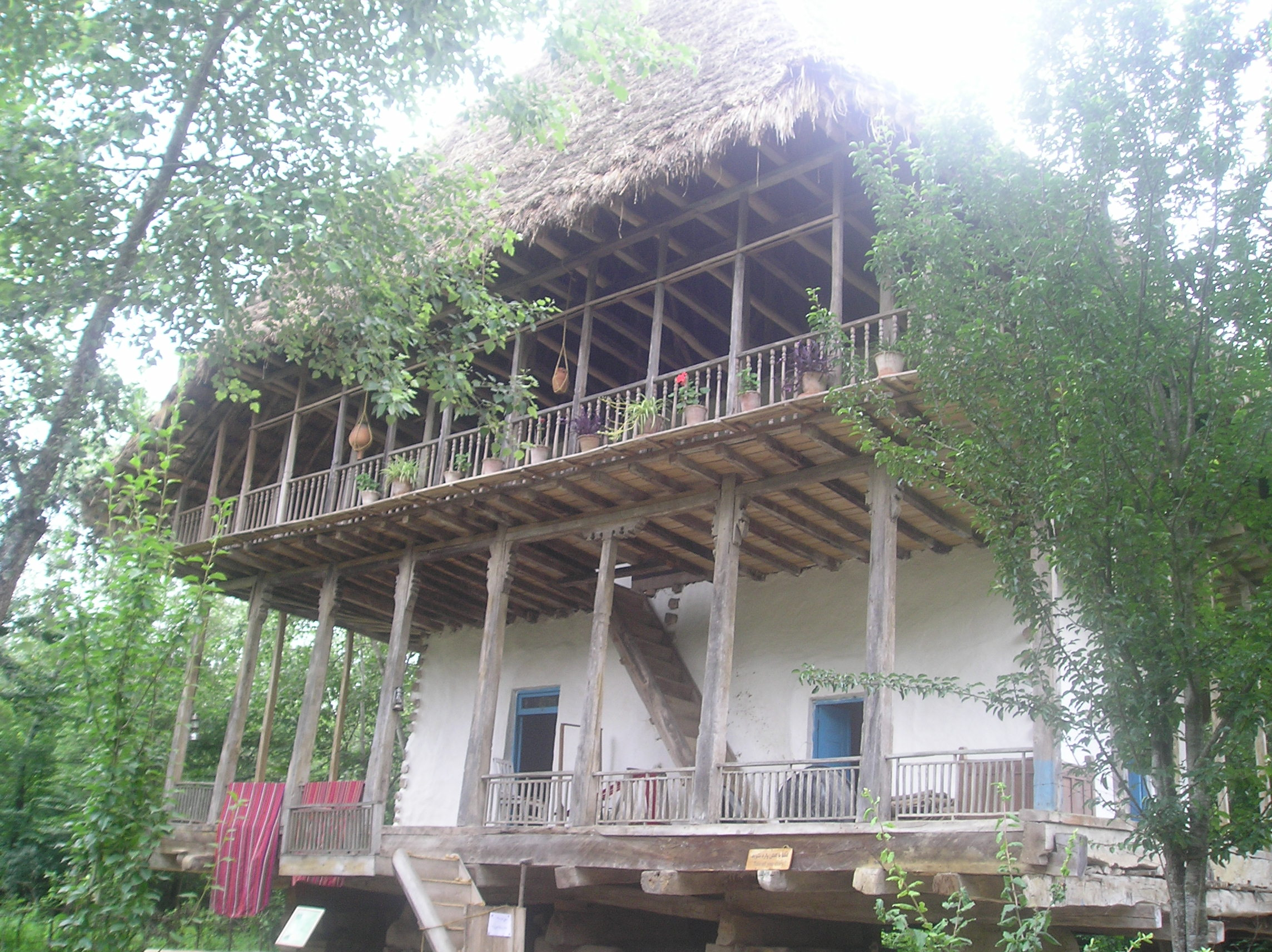
موزه میراث روستایی گیلان-معماری جلگه شرقی استان گیلان

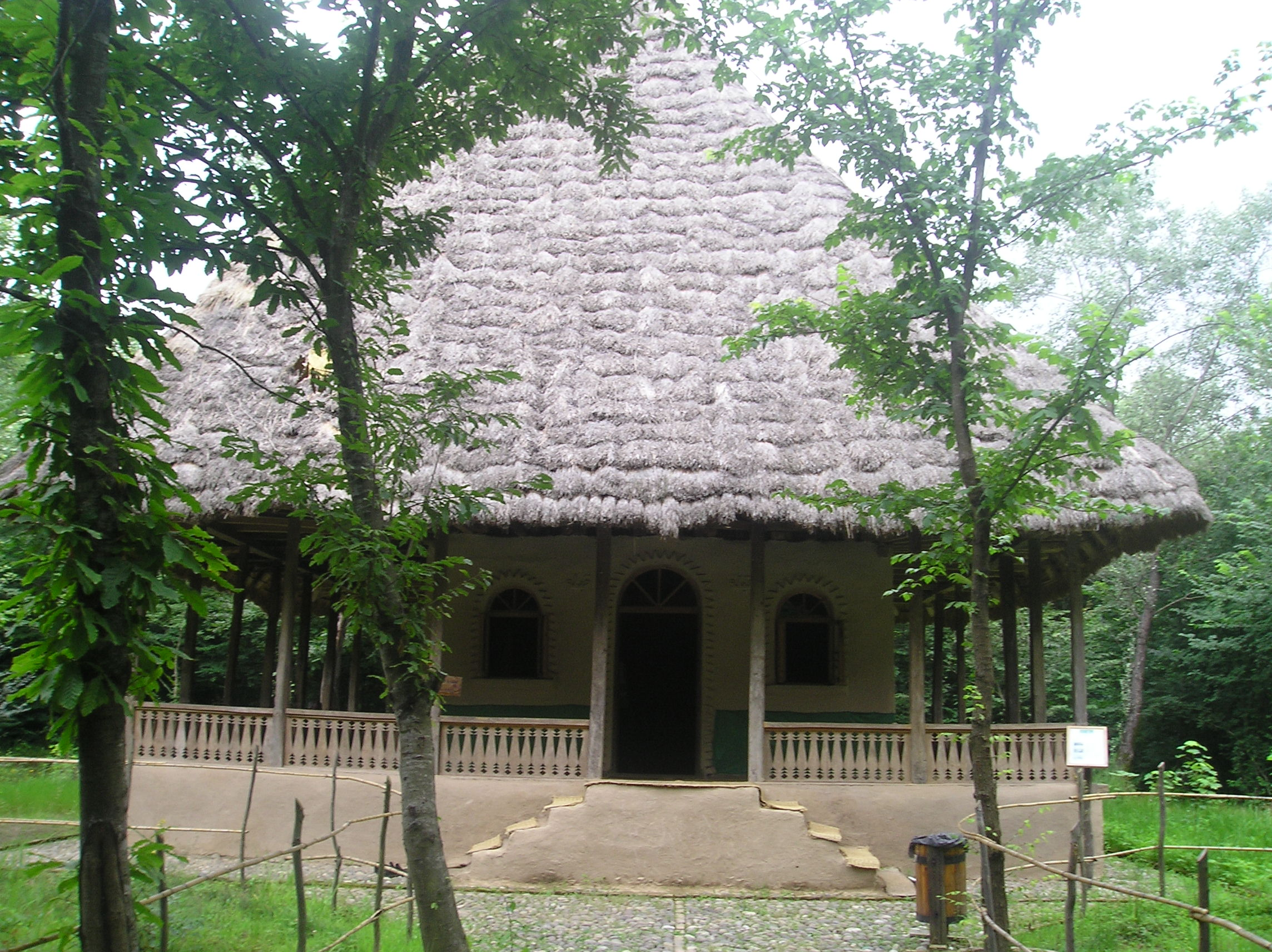
موزه میراث روستایی گیلان-معماری جلگه شرقی استان گیلان

### جلگه مرکزی
ویژگی معماری این خانه‌های اسکلت چوبی بنا، تلفیق دیوارهای زگالی و چینه‌ای و سقف شیبدار کلوشی است. خانه‌ها در این منطقه اغلب بر روی سکویی از جنس خاک رس کوبیده با اندود کلوش (ساقه برنج) و گاه به ارتفاع ۶۰ تا ۱۰۰سانتی‌متر از سطح زمین سخته شده‌اند تا مانع نفوذ رطوبت به کف ساختمان شوند. سیستم دیوار زگالی بعد از ایجاد اسکلت چوبی شکل می‌گیرد. بعد از آن شاخه‌های درختان که زوائد آن قطع شده، (زگال) را به تیرهای اصلی به فاصلهٔ حدود ۱۰ تا ۱۵ سانتی‌متر به صورت مورب یا افقی اتصال می‌دهند. یک ردیف از این زگال‌ها را بر روی سطح خارجی و ردیف دیگر را بر روی سطح خارجی می‌بندند و فضای بین این دو را همچون دیوار چینه‌ای (دیوار ساخته شده از گل نپخته مخلوط با کاه خرد شده، شن) با کاهگل پر می‌کنند. استحکام دیوار زگالی مانع خسارت دیدن بنا هنگام زلزله می‌شود.

### کوهپایه شرقی گیلان
این بناها عموماً در جهت شرق، جنوب شرقی و جنوب ساخته می‌شوند؛ که این به جهت حداکثر استفاده از آفتاب و کوران است. بناهای ساخته شده در مناطق کوهپایه‌ای در مقایسه با مناطق جلگه‌ای دارای فضاهایی بسته هستند و حداکثر در دو طبقه ساخته می‌شوند. دیوارها در این مناطق زگالی و زگمه‌ای بوده و پوشش سقف عموماً لت است. چیدن الوار در دیوار زگمه‌ای به نحوی است که در چهار وجه دیوار کمی به داخل جمع شده و مساحت سقف اتاق کمتر از کف آن است. بدین ترتیب حرکت جزئی احتمالی در هنگام ورود نیروی افقی باعث دررفتن چوبها از روی هم نبوده و پایداری ساختمان را تضمین می‌کند.

### کوهستان غرب
در این منطقه با توجه به اقلیم سرد، خانه‌ها دارای فضاهای بسته‌ای هستند و با توجه به وضعیت زمین شکل گرفته‌اند. دیوار خانه‌ها در این منطقه عموماً تخته ای، زگالی، سنگ چین و زگمه‌ای هستند. از لت به عنوان پوشش سقف خانه‌ها استفاده می‌گردد.

### کوهپایه غرب
ویژگی معماری این خانه‌ها اسکلت کاملاً چوبی بنا، استفاده از سنگ در پی و سقف شیبدار کلوشی با لته سر است. برای ساخت پی‌های سنگی ابتدا گودال‌هایی کم عمق (۳۰ تا ۵۰ سانتی‌متر) حفر می‌کنند و داخل این گودالها را با چندید لابه گل و سنگ پر می‌کنند. این کار را تا ارتفاع حداکثر ۶/۱ متر از سطح زمین ادامه می‌دهند. تا این ارتفاع معمولاً ۲ یا ۳ بار ساختمان را با الوارهای چوبی کلاف می‌کنند. به این صورت که بین لایه‌های سنگ و گل الوار می‌چینند و در کناره‌های آن‌ها را به هم میخ می‌کنند.

### جلگه غربی گیلان
ویژگی معماری این خانه‌ها تلفیق سازهٔ چوبی و سازهٔ گلی، دیوارهای چینه ای، لایهٔ شفاف و سقف شیبدار کلوشی است. بنا دو پوسته دارد. پوستهٔ شفاف بیرونی و پوستهٔ درونی که علاوه بر حل مسائل اقلیمی و ایجاد کوران، سبب ایجاد تنوع و زیبایی در بنا شده‌است. در غالب بناها، شکل‌گیری ساختمان روی سکویی از خاک رس کوبیده با اندود کلوش و گل است که از نفوذ رطوبت به کف اتاق‌ها جلوگیری می‌کند.